# 情報技術検定
情報技術検定（じょうほうぎじゅつけんてい）とは、全国工業高等学校長協会主催、文部科学省後援の情報技術に関する検定である。

## 概要
基礎的情報技術に関する、知識と技能が習得されているかを検定する事が目的である。受験資格は、高等学校在校生・卒業者および受検校が受検を認めた者である。高等学校では「情報技術基礎」をすべての学科で履修する様になり、情報に関する知識や技術の習得が必須となったため、情報技術検定に関しては科目関係なく受験する傾向にある。
商工高校も含む主に工業高校の生徒が受験し、情報科といわれる学科では合格者1割という最難関の1級まで目指す。国家試験、基本情報技術者試験（FE）へのステップアップにもなる。

## 沿革
- 1976年（昭和51年） 第1回情報技術検定試験を実施した。
- 2005年（平成17年） 第33回の検定試験から、文部科学省の後援となる。
- 2023年（令和5年）第70回の検定試験から、受験料が値上がりした。

## 等級の概要と出題範囲

### 3級
工業科目「情報技術基礎」学習者の初級程度を対象としている。
試験は100点満点で、70点以上が合格基準である。合格率は6割程度と高い。
基準点に達した場合は、その受験者に合格証書が授与される。
ジュニアマイスターにおいての区分はEランクであり、2点の申請点となる。
試験時間は50分となっている。
- 1. コンピュータと社会
  - 情報化社会
  - 情報モラルと管理
- 2. 数の表現と論理
  - 2進数・16 進数・10 進数
  - 論理回路の基礎
- 3. コンピュータの構成と利用
  - コンピュータの構成
  - 周辺装置
  - ソフトウェアの基礎
  - コンピュータ用言語
  - マルチメディア
  - コンピュータネットワーク
- 4. アルゴリズム
  - 直線型
  - 分岐型
  - 繰り返し型
  - トレース
- 5. プログラム作成能力（JIS FULL BASIC,　旧BASIC またはC 言語の選択）
  - データの入出力と計算
  - 制御文

### 2級
2級は、情報技術学習者の中級程度を対象としている。
試験は100点満点で、70点以上が合格基準である。
合格率は4割程度と、中程度の難易度である。
基準点に達した場合は、その受験者に合格証書が授与される。
ジュニアマイスターにおいての区分はDランクであり、4点の申請点となる。
試験時間は50分となっている。
- 1. 数の表現と演算
  - 数の表現
  - 2進数の演算
- 2. 論理回路
  - 論理回路と論理式
  - コンピュータの基本回路
- 3. ハードウェアの知識
  - コンピュータの基本構成
  - コンピュータの基本動作
  - 周辺装置
- 4. ソフトウェアの基礎
  - ソフトウェアの構成
  - ソフトウェアの関連知識
- 5. コンピュータの利用
  - マルチメディア
  - ネットワーク
  - コンピュータ制御
- 6. アルゴリズム
  - 流れ図の基本形
  - 多分岐型
  - 多重ループ
  - トレース
  - サブルーチン
  - 配列
  - 探索
  - 並べ替え
- 7. プログラム作成能力（JIS FULL BASIC, BASIC またはC 言語の選択）
  - データの入出力と計算
  - 制御文
  - 配列
  - サブルーチン

### 1級
1級は、国家資格「基本情報技術者」の受験希望者を対象としている。
試験は合計200点満点で、試験I・IIでそれぞれ100点満点となっており、I・II共に70点以上が合格基準である。
合格率は1割程度と低く、2・3級と比較して非常に難易度は高い。
近年では合格率がやや上昇傾向にある。
国家試験と難易度を比較すると、ITパスポートより難しい、基本情報技術者より少し易しいが、情報技術検定1級の方が合格率は低い。
基準点に達した場合は、その受験者に合格証書が授与される。
ジュニアマイスターにおいての区分はBランクであり、12点の申請点となる。
試験時間は休憩時間を含まずに合計で100分であり、試験はⅠとⅡで分けて実施され、それぞれ50分間である。
I. ハードウェアの知識
- 1. 数の表現と処理
  - 情報量
  - 数の表現
  - 正の数・負の数
  - 固定小数点形
  - 式と浮動小数点形式
  - データの表し方
  - 論理演算
- 2. コンピュータの基本回路
  - 基本論理回路と論理式
  - 演算回路
  - フリップフロップを応用した回路
  - エンコーダ・デコーダとマルチプレクサ・デマルチプレクサ
  - インタフェース回路
- 3. コンピュータの基本構成と各部の働き
  - 基本構成
  - 中央処理装置
  - 主記憶装置
  - 補助記憶装置
  - 入出力装置
- 4. 通信
  - 通信方式
  - インターネット向けのブロードバンドサービス
- 5. ソフトウェアの基礎
  - オペレーティングシステム
  - プログラム言語
  - アプリケーションソフトウェア
  - ソフトウェアの開発
- 6. その他の情報関連知識
  - 情報技術と社会
  - ネットワーク
  - 情報処理システム
  - マルチメディア
  - 情報化の課題

II. プログラミングの基礎知識
- 7. アルゴリズム
  - 並べ替え
  - 探索
  - 順位付けと度数分布
  - 漸化式
  - 簡単なアルゴリズム
  - 代表的なアルゴリズム
  - 定積分のアルゴリズム
  - 根を求めるアルゴリズム
- 8. プログラミング作成能力
  - C の応用的なプログラム
  - 各種アルゴリズム

## 特別表彰
情報技術検定1級において、合計200点満点中、190点以上の点数で合格した受験者には特別表彰が授与される。
特別表彰者には1級の合格証書とは別に表彰状と記念の楯が贈られる。
表彰までには一か月程度、余分に時間がかかる。
表彰された場合、ジュニアマイスターの区分はAランクであり、20点の申請点となる。
これは基本情報技術者と同じランクであり、特別表彰を受けるには同程度かそれ以上の難易度となっている。
表彰者の割合は、1級受験者数に対して1%程度と非常に稀であり、一回の試験で各都道府県に一人居るか居ないかの割合となっている。

## ジュニアマイスターにおける区分
情報技術検定、ジュニアマイスター顕彰制度ともに全国工業高等学校長協会が主催しており、ジュニアマイスター顕彰制度の対象となっている検定である。
等級の難易度に応じてランクが区分けされており、取得した場合の点数は次の通りである。
なお、申請において、より上位ランクの等級が優先され、情報技術検定で重複させることはできない。
- 1級特別表彰：Aランク（20点）
- 1級：Bランク（12点）
- 2級：Dランク（4点）
- 3級：Eランク（2点）

## 受験料
受験料はいずれも税込である。
- 1級：840円
- 2級：630円
- 3級：630円

## 実施時期
試験は年に二回行われる。
- 前期：6月
- 後期：1月